# Erhard Karkoschka
Erhard Karkoschka (Ostrava, 6 marzo 1923 – Stoccarda, 26 giugno 2009) è stato un compositore tedesco.

## Biografia
Karkoschka studiò composizione, direzione d'orchestra e musicologia alla Musikhochschule di Stoccarda e all'Università di Tubinga. Dal 1948 ha insegnato alla Staatliche Hochschule für Musik und Darstellende Kunst Stuttgart di Stoccarda. Li fondò nel 1962 l'Ensemble Neue Musik (diventato nel 1976 Contac-Ensemble). Dal 1973 al 1987 ha diretto lo Studio für Elektronische Musik. Pur avendo lasciato l'insegnamento a Stoccarda ha mantenuto alcuni corsi di perfezionamento in Sudafrica, Cina e Corea.
Fra le sue composizioni si annoverano musiche per orchestra, musiche da camera, per organo, musica per strumenti elettronici, cantate, mottetti, salmi e musica vocale.

## Opere
- Symphonische Evolution aus zwei eigenen Themen (1953)
- Gott ist ein König! Drei Motten für gemischte Stimmen nach Worten aus dem 47., 4. und 74. Psalm (1954)
- Symphonia Choralis über "Veni Sancte Spiritus" (1957)
- Kleines Konzert für Violine und Kammerorchester (1965)
- vier stufen (1965)
- triptychon über B-A-C-H für Orgel (1966)
- Variationen zu keinem Originalthema und aus diesem heraus (1974)
- Klangbrunnen, multimediales Projekt (1975)
- Teleologies (1978)
- Allklang (1978)
- Entfalten (1982/83)
- Kammermusik für Orchester (1983)
- Vom Sterben. Von der neuen Geburt nach Texten von Martin Luther (1983)
- Bläsergedicht (1987)
- Klangzeitspektakel nach einem Skriptogramm von Kurt Leonhard  (1988)
- Orpheus-Chöre nach den Metamorphosen von Publius Ovidius Naso (1989)
- Orpheus? Oder Hadeshöhe, Kammeroper (1990-92)
- Unterwegs - zwischen zwei Schubertländlern (1994)
- N quarto: Papafrebe (1995)
- Celan Variationen I-V nach Gedichten von Paul Celan (1996-98)
- Klangzeit, Holzschnitt in drei Szenen nach Gedichten von Günter Sopper (2004)

## Libri
- Das Schriftbild der neuen Musik, Moeckverlag Celle 1965
- Analyse neuer Musik, Döring Verlag Herenberg 1976
- Neue Musik - Hören - Verstehen, Döring Verlag Herenberg 1978